# Awesome FC
El Awesome FC es un equipo de fútbol que juega en la SVGFF Premier Division de San Vicente y las Granadinas. Es uno de los equipos más jóvenes del país, fue fundado en 2016 y tras una temporada en primera división descendió sin motivos aparentes para jugar en la segunda división (SVGFF First Division) en el año 2017; esa temporada estuvo cerca de lograr el ascenso tras ganar en su grupo pero caer en octavos de final contra el Sparta FC 2 - 0.
El año siguiente, en la temporada 2018-19 lograría el ascenso a la SVGFF Premier Division tras derrotar 0 - 1 a Volcanoes en cuartos de final, luego vencería a Sparta FC 1 - 1 (2 - 4 en penaltis) en semifinales y concluiría ganando el título y el ascenso venciendo en la final a Greiggs FC 3 - 3 (3 - 1 en penaltis).
Las siguientes temporadas en primera división se ha mantenido en puestos medios de la tabla.

## Palmarés
- SVGFF First Division: 1

2018-19